# Bahía Relegada
Bahía Relegada är en vik i Argentina. Den ligger i den södra delen av landet, 2 400 kilometer söder om huvudstaden Buenos Aires.